# Holoparamecus gabrielae
Holoparamecus gabrielae is een keversoort uit de familie zwamkevers (Endomychidae). De wetenschappelijke naam van de soort werd in 2003 gepubliceerd door Ruecker.